# Krenfleisch

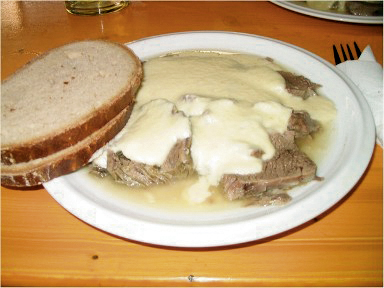
Krenfleisch mit Meerrettichsauce

Krenfleisch oder Meerrettichfleisch ist ein einfaches Gericht aus gekochtem Schweine- oder Rindfleisch, Wurzelgemüse und Meerrettich (Kren). Bekannt ist es in Süddeutschland und Österreich, vor allem in Franken, Wien und Kärnten.
In der Steiermark entwickelte sich eine verwandte Variante bestehend aus Schweinsschopf und Gemüse, serviert mit Erdäpfel und Kren. Dieses Gericht trägt den Namen Steirisches Wurzelfleisch und erfreut sich auch in anderen Bundesländern hoher Beliebtheit.

## Zubereitung
Es wird entweder Schweinefleisch wie Brust, Bauch, Kamm oder Kopf oder Rindfleisch wie z. B. Rinderbrust (frisch oder gepökelt) mit Gewürzen wie Salz, Pfeffer, Lorbeer, Wacholder, Muskatnuss, Nelken, Majoran und Kümmel sowie dem kleingeschnittenen Wurzelgemüse in Wasser weichgekocht. Anschließend wird das Fleisch in Scheiben geschnitten und die entstandene Brühe mit Essig leicht gesäuert. Serviert wird das Fleisch mit dem Gemüse, etwas von der Brühe und frisch geriebenem Meerrettich oder einer Meerrettichsauce sowie Salzkartoffeln, Stampfkartoffeln oder Kartoffelklößen als Beilage.
Ein vergleichbares Gericht aus Rindfleisch wird in Österreich und Bayern Tellerfleisch oder gekochtes Rindfleisch genannt. Es ist jedoch weniger gewürzt und die Brühe wird nicht gesäuert. Es ähnelt daher mehr dem Tafelspitz.
Krenfleisch ist in Franken ein typisches Kirchweihgericht. Es steht nicht das ganze Jahr auf der Speisekarte der Wirtshäuser, sondern wird nur an besonderen Tagen, wie der Kirchweih, angeboten.

## Rezeption
Die Novelle Lieutenant Gustl von Arthur Schnitzler endet mit dem Satz: Dich hau' ich zu Krenfleisch!